# Přívěsek (právo)
Přívěsek neboli alonž (anglicky, francouzsky a německy allonge) je list papíru spojený s cenným papírem (zejména směnkou nebo šekem) nebo jinou právní listinou. Slouží k provedení záznamů, které se na vlastní listinu již nevejdou, zejména
- rubopisu
- rukojemského prohlášení
- o vykonání směnečného nebo šekového protestu
- zprávy o případu vyšší moci bránící předložení šeku nebo jeho indosaci.